# Musikjahr 1599
Liste der Musikjahre

◄◄ | ◄ | 1595 | 1596 | 1597 | 1598 | Musikjahr 1599 | 1600 | 1601 | 1602 | 1603 | ► | ►►

Weitere Ereignisse
Dieser Artikel behandelt das Musikjahr 1599.

## Ereignisse
- Luca Bati wird 1599 zum Maestro di capella sowohl des Medici-Hofes wie auch des Doms von Florenz ernannt.
- John Bennet veröffentlicht 1599 in London sein Madrigalbuch für vier Stimmen Madrigalis to Foure Voyces, das einem Ralph Assheton gewidmet ist. Assheton selbst ist Besitzer eines Landgutes in Lancashire. Ob Bennet bei Assheton angestellt war, bleibt genauso Vermutung wie alles andere über seine persönlichen Lebensumstände. Es wird jedoch angenommen, dass er sich in London aufgehalten hat und im Dienst der Kirche stand.
- Charles Bocquet steht in den Jahren 1599 und 1600 in Diensten von Kurfürst Friedrich IV. von der Pfalz in Heidelberg.
- Jan Brandt unternimmt von 1599 bis 1601 eine weitere Reise nach Rom und wird dann Superior des Jesuitenkollegs in Lemberg.
- Gaspar Fernandes wird – darin stimmen die meisten Musikhistoriker überein – am 16. Juli 1599 zum Organisten der Kathedrale von Santiago in der Hauptstadt Mittelamerikas Guatemala (heute Antigua Guatemala) ernannt.
- Mateu Fletxa el Jove wird 1599 von König Philipp III. zum Abt des Klosters Sant Pere de la Portella (Comarca Berguedà) ernannt, wo er seine letzten Lebensjahre verbringt.
- Orlando Gibbons ist in der Zeit von 1590 bis 1599 Sänger am King’s College in Cambridge.
- Ruggiero Giovannelli wirkt ab 1599 als Sänger und Kapellmeister an der Capella Sistina in Rom.
- Francisco Guerrero stirbt vermutlich im Jahr 1599 an der Pest und wird in der Kathedrale von Sevilla beigesetzt.
- Anthony Holbornes Werk Pavans, Galliards, Almains and other short Aeirs, both grave and light, in five parts, for Viols, Violins or other Musicall Winde Instruments (Pavanen, Galliarden, Allemanden und andere kurze Lieder, sowohl schwermütig als auch leicht, zu fünf Stimmen, für Violen, Violinen oder Holzblasinstrumente) wird 1599 veröffentlicht und besteht aus 65 seiner eigenen Kompositionen. Es ist die größte überlieferte Sammlung seiner Art. Die meisten Kompositionen sind Paare von Pavanen und Gaillarden. Andere Stücke sind im Stil der Allemande verfasst. Die restlichen, etwa das in Versionen für Laute und Bandora geschriebene Stück The Night Watch, sind nicht klassifiziert.
- Giovanni de Macque, der 1594 die Stelle des Kapellorganisten in der Hofkapelle des Vizekönigs von Neapel übernahm, wird 1599 als Nachfolger von Bartolomeo Roy Kapellmeister der Hofkapelle.
- Luca Marenzio, der sich im Jahr 1596 am Hof König Sigismunds von Polen in Warschau aufhielt und anschließend 1598 in Venedig wirkte, ist 1599 wieder in Rom bezeugt, wo er im selben Jahr stirbt. Sein Grab befindet sich in San Lorenzo in Lucina.
- Rogier Michael unterrichtet im Zeitraum 1599 bis 1603 den späteren Leipziger Thomaskantor Johann Hermann Schein und Michaels Sohn Tobias Michael (1592–1657), Leipziger Thomaskantor von 1631 bis 1657. Zu seinen Schülern zählen auch seine Söhne Christian, Daniel und Samuel Michael sowie den späteren Freiberger Superintendenten Abraham Gensreff.
- Philipp Nicolai veröffentlicht das Buch Freudenspiegel des ewigen Lebens, das im Anhang das Kirchenlied Wachet auf, ruft uns die Stimme (auch bekannt als Gloria sei dir gesungen) beinhaltet.
- Lambert de Sayve erbittet im Winter 1598/1599 die Vermittlung des Abts Johann III. von Kremsmünster, um eine neue Wirkungsstätte zu gewinnen. Auf Einladung des Abts kommt de Sayve mit seiner Familie im Sommer 1599 erneut nach Kremsmünster und reist im Gefolge des Abts im Juli 1599 nach Wien, wo er zunächst bleibt.
- Ferdinand de Venndo, der Sohn von Ivo de Vento, wirkte zunächst am Münchner Hof, ab 1599 als Trompeter bei Erzherzog Ferdinand in Graz.
- Cornelis Verdonck ist im April 1599 wieder nach Antwerpen zurückgekehrt. Als in diesem Jahr Erzherzog Albrecht und seine Frau Isabella feierlich in Antwerpen eingezogen sind, schreibt er zu diesem Anlass die Motette Prome novas, hymnae faces; diese soll, Augenzeugenberichten zufolge, von sechs Knaben auf einem künstlichen Elefanten sitzend gesungen worden sein.

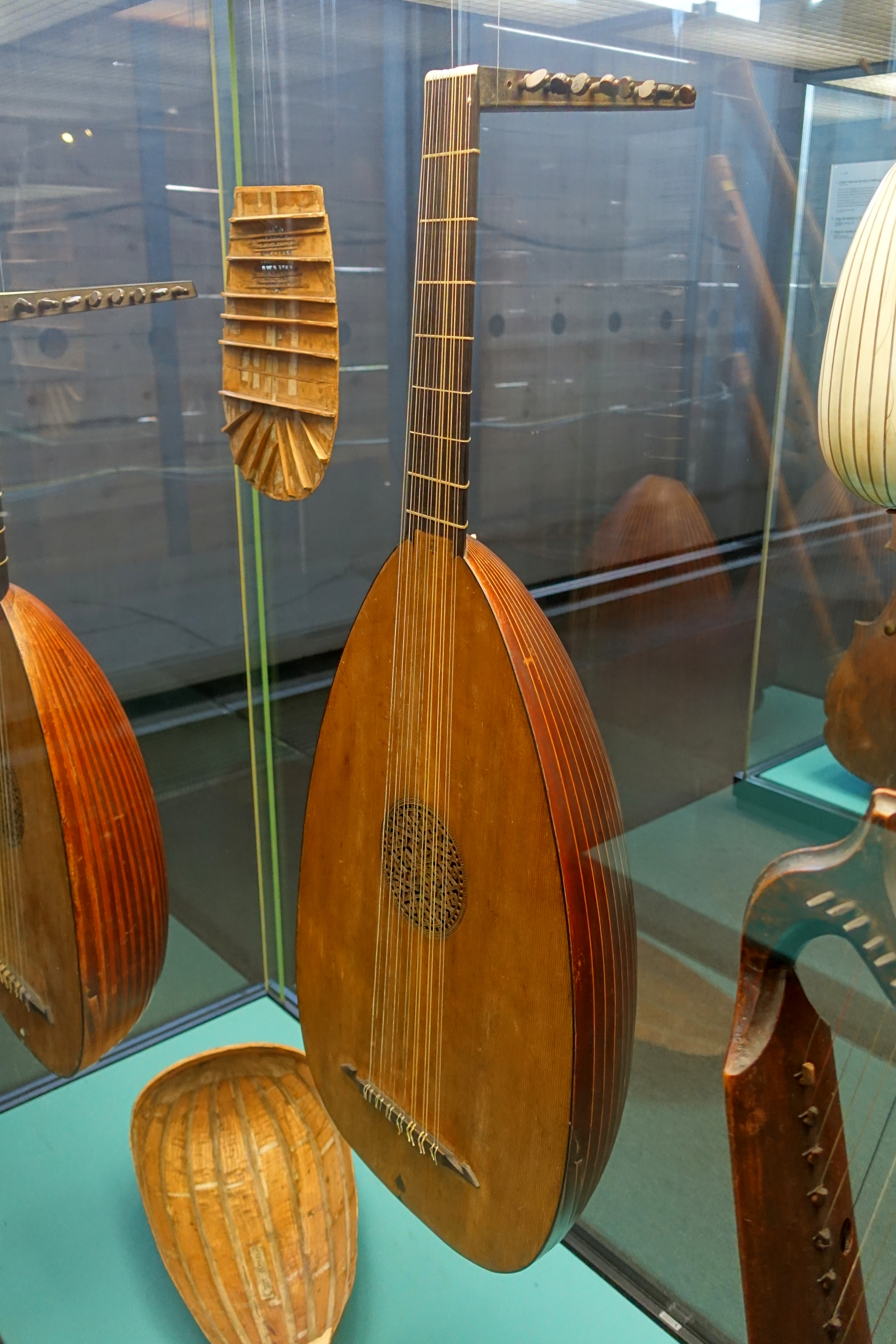
Basslaute von Michielle Harton, Padua, 1599

## Instrumental- und Vokalmusik (Auswahl)
- Richard Allison – The psalmes of David in meter
- Giovanni Francesco Anerio – erstes Buch der Madrigale zu fünf Stimmen, Venedig: Ricciardo Amadino
- Giovanni Artusi – Cantate Domino zu acht Stimmen
- Giammateo Asola
  - Nova omnium solemnitatum vespertina psalmodia zu sechs Stimmen, Venedig: Ricciardo Amadino (Neue Vesper-Psalmen für alle kirchlichen Feierlichkeiten)
  - Secundi chori vespertinae omnium solemnitatum psalmodiae zu drei Stimmen, Venedig: Ricciardo Amadino
- Adriano Banchieri – Messa solenne zu acht Stimmen, Venedig: Ricciardo Amadino
- John Bartlet – The Whole Booke of Psalms
- Giovanni Bassano – zweites Buch der Concerti ecclesiastici zu fünf, sechs, sieben, acht und zwölf Stimmen, Venedig: Giacomo Vincenti
- Lodovico Bellanda – Canzonette spirituali zu zwei, drei und vier Stimmen, Verona: Francesco Dalle Donne & Scipione Vargnano
- Giulio Belli – erstes Buch der Messen zu vier Stimmen, Venedig: Angelo Gardano
- John Bennet – Madrigalls to Foure Voyces, London
- Valerio Bona – viertes Buch der Canzonettas zu drei Stimmen, Mailand: Simon Tini & Francesco Besozzi
- Joachim a Burck – Quadraginta Odae catecheticae in laudem Dei, et piae iuventutis usum zu vier Stimmen, Mühlhausen: Hieronymous Reinhard (Texte von Ludwig Helmbold)
- Jean de Castro – Missa tres zu drei Stimmen, Köln
- Giovanni Paolo Cima – erstes Buch der Motetten zu vier Stimmen, Mailand: Agostino Tradate
- Giovanni Croce – Messen zu fünf und sechs Stimmen, Venedig: Giacomo Vincenti
- Baldassare Donato – erstes Buch der Motetten zu fünf, sechs und acht Stimmen, Venedig: Angelo Gardano
- Johannes Eccard – Hochzeit Liedt (Gleichwie ein Schütz) zu sechs Stimmen, Königsberg, Georg Osterberger (Hochzeitslied)
- Thomas Elsbeth
  - Neue Ausserlesene Weltliche Lieder zu fünf Stimmen, Frankfurt an der Oder: Friedrich Hartmann
  - Neue geistliche, zu Christlicher Andacht bewegende Lieder zu fünf Stimmen, Frankfurt an der Oder: Friedrich Hartmann
- John Farmer – The First Set Of English Madrigals: To Foure Voices, London: William Barley für Thomas Morley
- Jacobus Florius – Missa Deus in nomine tuo salvum me fac zu vier Stimmen, München
- Ruggiero Giovannelli – drittes Buch der Madrigale zu fünf Stimmen, Venedig: Giacomo Vincenti
- Hans Leo Haßler – Missae zu vier, fünf, sechs und acht Stimmen, Nürnberg: Paul Kauffman

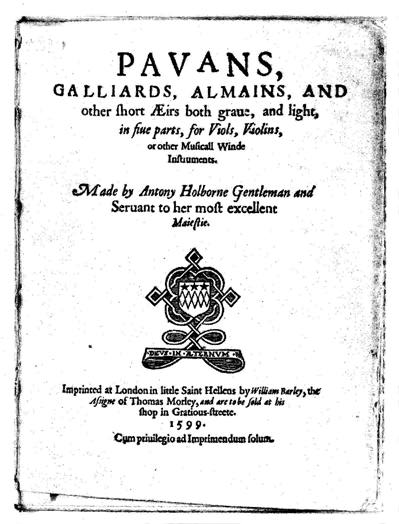
Titelseite von Anthony Holbornes Pavans, Galliards, Almains and other short Aeirs, 1599

- Anthony Holborne – Pavans, Galliards, Almains and other short Aeirs, both grave and light, in five parts, for Viols, Violins, or other Musicall Winde Instruments, London: William Barley
- Giovanni de Macque – Il quarto libro de madrigali a cinque voci, Neapel: Giovanni Giacomo Carlino & Antonio Pace
- Luca Marenzio – neuntes Buch der Madrigale zu fünf Stimmen, Venedig: Angelo Gardano
- Tiburtio Massaino
  - Motectorum liber quartus zu fünf Stimmen, Venedig: Ricciardo Amadino
  - Musica super Threnos Ieremiae prophete in maiori hebdomada decantandas zu fünf Stimmen, Venedig: Ricciardo Amadino
- Simone Molinaro
  - erste Buch der Madrigale zu fünf Stimmen, Mailand: Simon Tini & Francesco Besozzi
  - erstes Buch der Intavolatura di liuto, Venedig: Ricciardo Amadino
- Philippe de Monte – La fiammetta […] libro primo zu sieben Stimmen, Venedig: Angelo Gardano (Sammlung von Canzoni und Madrigalen)
- Thomas Morley – The Whole Booke of Psalmes, With Their Woonted Tunes (ca. 1599)
- Giovanni Bernardino Nanino – zweites Buch der Madrigale zu fünf Stimmen, Venedig: Girolamo Scotto Erben
- Philipp Nicolai – Wachet auf, ruft uns die Stimme, in: Freudenspiegel des ewigen Lebens
- Asprilio Pacelli – Chorici psalmi et mocteta quatuor vocum, liber primus, Rom: Nicolo Mutii
- Giovanni Pierluigi da Palestrina
  - Missarum cum quatuor, quinque & sex vocibus, liber octavus, Venedig (posthum veröffentlicht)
  - Missarum cum quatuor, quinque & sex vocibus, liber nonus, Venedig (posthum veröffentlicht)
- Tomaso Pecci – Canzonettas zu drei Stimmen, Venedig: Giacomo Vincenti
- Hieronymus Praetorius – Cantiones sacrae de praecipuis festis totius anni zu fünf bis acht Stimmen, Hamburg: Philip von Ohr
- Enrico Antonio Radesca – Thesoro amoroso, erstes Buch der Canzonettas zu drei und vier Stimmen, Mailand: Simon Tini & Francesco Besozzi
- Johann Steffens – zweiteiliges Madrigalbuch (größtenteils verschollen)
- Cornelis Verdonck – Sammlung Poésies françoises de diverses autheurs, mises en musique par Corneille Verdonq zu fünf bis zehn Stimmen, Antwerpen

## Musiktheoretische Schriften
- Joachim Burmeister – Hypomnematum Musicae Poeticae

## Geboren

### Geburtsdatum gesichert

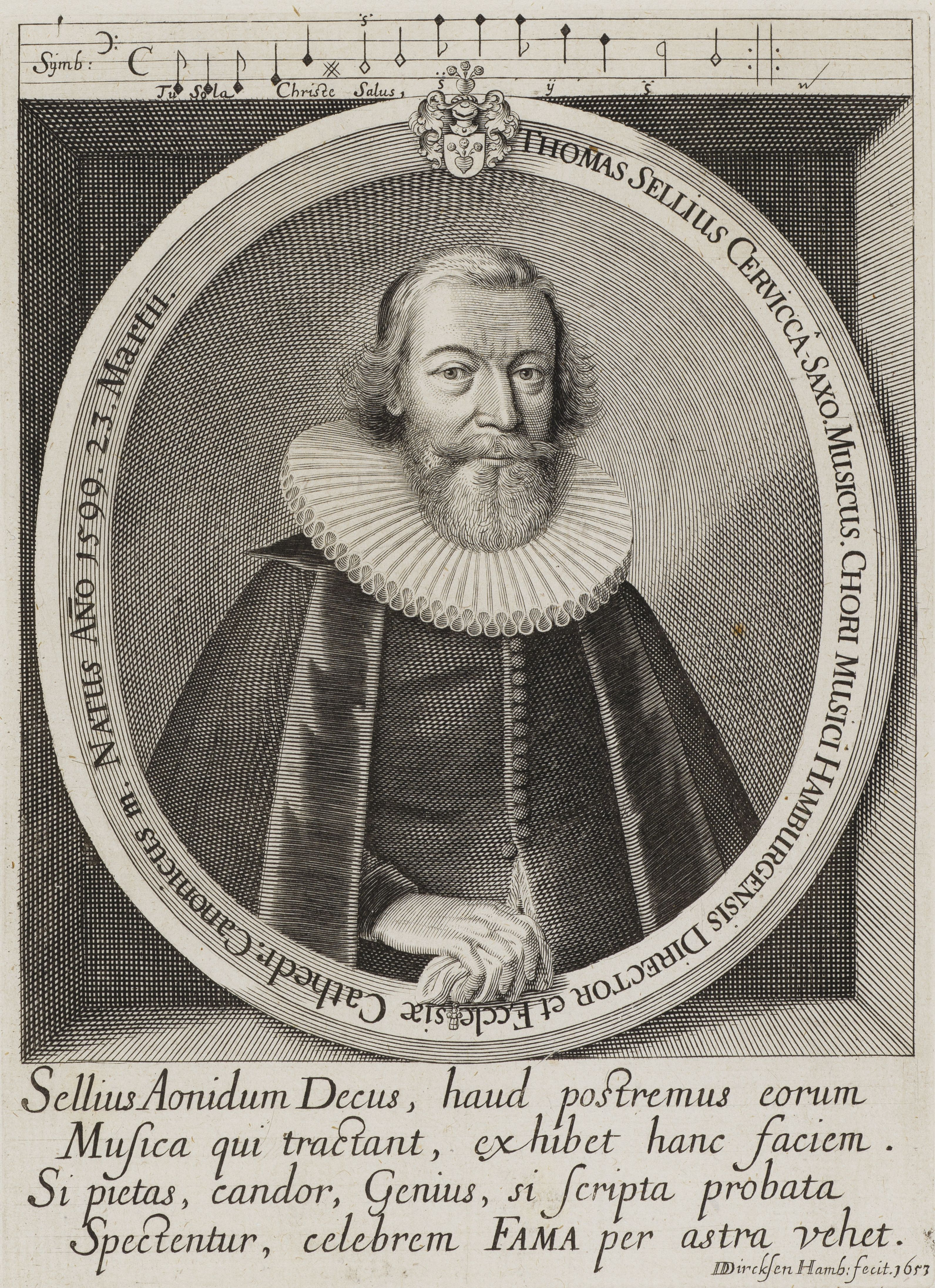
Thomas Selle; * 23. März

- 23. März: Thomas Selle, deutscher Kirchenmusiker und Komponist († 1663)
- 10. Oktober: Étienne Moulinié, französischer Komponist († 1676)

### Genaues Geburtsdatum unbekannt
- Giacinto Cornacchioli, italienischer Komponist, Sänger und Organist († 1673)

### Geboren vor 1599
- Alessandro Aglione, italienischer Komponist und Geistlicher († nach 1621)

## Gestorben

### Todesdatum gesichert

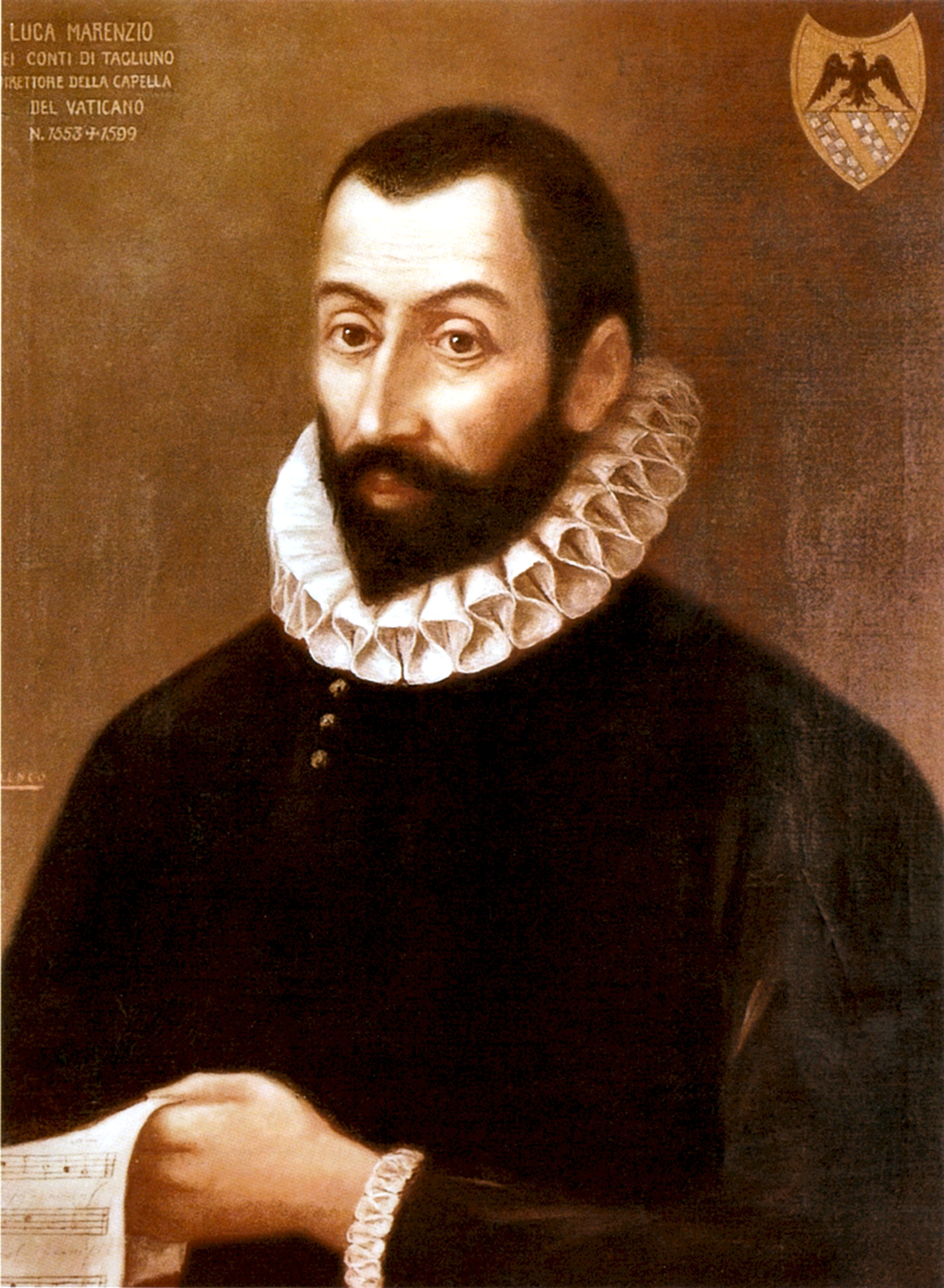
Luca Marenzio; † 22. August

- 22. Januar: Cristofano Malvezzi, italienischer Organist und Komponist (* 1547)
- 25. Januar: Georg Vetter, deutscher Kirchenlieddichter (* 1536)
- 15. Juli: Franz Sales, franco-flämischer Komponist (* um 1540)
- 22. August: Luca Marenzio, italienischer Komponist (* 1554)
- 16. Oktober: Jakob Regnart, franco-flämischer Komponist (* zwischen 1540 und 1545)

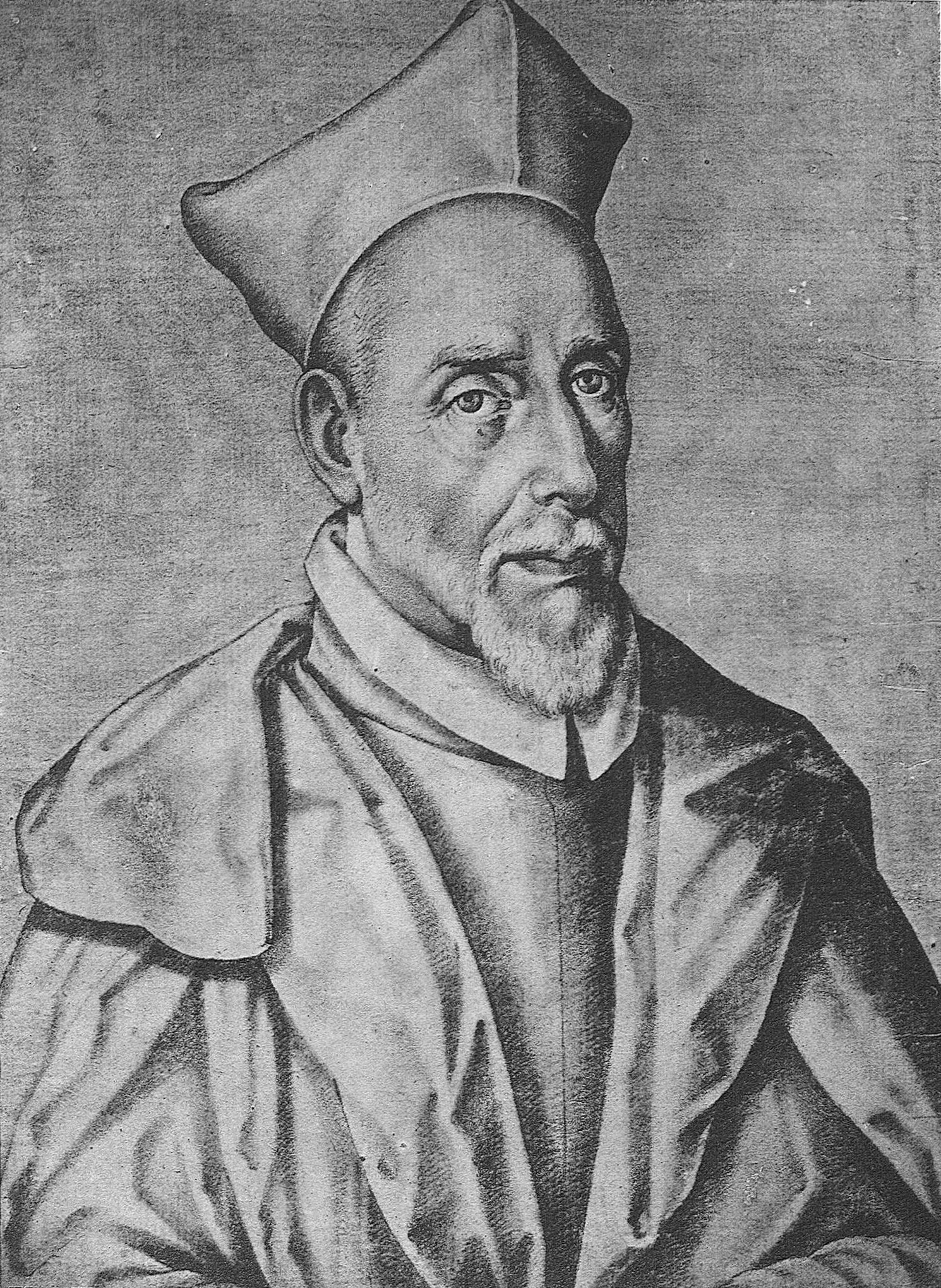
Francisco Guerrero; † 8. November

- 08. November: Francisco Guerrero, spanischer Komponist (* 1527 oder 1528)

### Genaues Todesdatum unbekannt
- Julià Andreu Vilanova, katalanischer Komponist und Chormeister (* um 1530)

### Gestorben nach 1599
- Jacobus Florius, franko-flämischer Komponist, Sänger und Kapellmeister (* um 1552)